# 仁頃山
仁頃山（にころやま）は、北海道の北見市と常呂郡佐呂間町の2町にまたがる標高829.2mの山である。山頂には一等三角点「似頃山」が設置されている。

## 概要
北見山地の南部に位置する山で、標高は高くないが周囲には仁頃山より高い山が存在しないため眺望が良い。三角点の他に山頂には警察庁の仁頃山無線中継所などが設置されている。北見市民に親しまれた山であることから仁頃山愛好会が存在し、仁頃山の複数の登山道整備や自然環境保護のためのボランティア活動などを行っている。
山名はアイヌ語の「ニ・コル・ベツ・（木を・持つ・川）」に由来する。北見市側に仁頃川が流れており、支流ではポンニコロ川・ルクシニコロ川・クトンニコロ川が流れている。

## 登山
仁頃山愛好会や森林機関が整備した登山道が6本ある。ルートによっては展望台や植物など様々な風景がありそれぞれ一年を通して見どころのあるルートである。

### 管理車道 （距離：3.24km）
山頂に設置されたパラボラ施設のための作業道で終始幅広い道が続く。「〇合目」などが設置されている。

### 奥新道 （距離：3.05km）
森林機関が整備した登山道。仁頃川沿いの道の奥部から山頂へ至る。

### 東新道 （距離：4.20km）
森林機関が整備した登山道。富里湖北岸から尾根に登り山頂へ至る。

### 中央道 （距離：2.67km）
森林機関が整備した登山道。ふれあい橋から山頂へ至る。仁頃山上部では登山道が管理車道と重複する。

### 東尾根道 (距離：5.98km）
仁頃山愛好会が整備した登山道。東新道と同じ登山口から登り始め尾根に登ったところで北へ下ってから山頂東側の尾根に取り付いて登る健脚者向けのルートである。

### 西尾根道 (距離：5.77km）
仁頃山愛好会が整備した登山道。奥新道の登山口から南へ登り尾根に取り付いてそこからはずっと尾根上を歩いて山頂へ至る。

### 横断道 (距離：1.135km）
仁頃山中腹にある管理車道と奥新道を結ぶ短距離ルート。